# Mark Chamberlain
Mark Valentine Chamberlain (ur. 19 listopada 1961 w Stoke-on-Trent) – piłkarz angielski grający na pozycji bocznego pomocnika. W swojej karierze rozegrał 8 meczów w reprezentacji Anglii i strzelił 1 gola. Jest ojcem Alexa Oxlade-Chamberlaina, także piłkarza i reprezentanta Anglii oraz bratem innego piłkarza, Neville'a Chamberlaina.

## Kariera klubowa
Swoją karierę piłkarską Chamberlain rozpoczął w klubie Port Vale. W 1978 roku awansował do kadry pierwszej drużyny i w sezonie 1978/1979 zadebiutował w niej w Division Four. W 1982 roku odszedł do grającego w Division One, Stoke City. Zadebiutował w nim 28 sierpnia 1982 w wygranym 2:1 domowym meczu z Arsenalem. Od czasu debiutu był podstawowym zawodnikiem Stoke, w którym grał do 1985 roku.
We wrześniu 1985 roku Chamberlain odszedł ze Stoke City do Sheffield Wednesday. Grał w nim przez trzy lata, do sierpnia 1988. Wtedy też został zawodnikiem występującego w Division Two, Portsmouth. Swój debiut w nim zaliczył 3 września 1988 w domowym meczu z Leeds United (4:0), w którym strzelił gola. W Portsmouth grał do 1994 roku.
Latem 1994 Chamberlain został zawodnikiem Brighton & Hove Albion i występował w nim w sezonie 1994/1995. Z kolei w latach 1995-1997 występował w Exeterze City. W sezonie 1997/1998 był grającym menedżerem w amatorskim Fareham Town. W 1998 roku zakończył karierę.
| Sezon   | Klub                   | Kraj   | Rozgrywki      | Mecze | Bramki |
| ------- | ---------------------- | ------ | -------------- | ----- | ------ |
| 1978/79 | Port Vale              | Anglia | Division Four  | 8     | 0      |
| 1979/80 | Port Vale              | Anglia | Division Four  | 11    | 0      |
| 1980/81 | Port Vale              | Anglia | Division Four  | 31    | 9      |
| 1981/82 | Port Vale              | Anglia | Division Four  | 46    | 8      |
| 1982/83 | Stoke City             | Anglia | Division One   | 37    | 6      |
| 1983/84 | Stoke City             | Anglia | Division One   | 40    | 7      |
| 1984/85 | Stoke City             | Anglia | Division One   | 28    | 1      |
| 1985/86 | Stoke City             | Anglia | Division One   | 7     | 3      |
| 1985/86 | Sheffield Wednesday    | Anglia | Division One   | 21    | 2      |
| 1986/87 | Sheffield Wednesday    | Anglia | Division One   | 24    | 5      |
| 1987/88 | Sheffield Wednesday    | Anglia | Division One   | 21    | 1      |
| 1988/89 | Portsmouth             | Anglia | Division Two   | 28    | 6      |
| 1989/90 | Portsmouth             | Anglia | Division Two   | 38    | 6      |
| 1990/91 | Portsmouth             | Anglia | Division Two   | 25    | 2      |
| 1991/92 | Portsmouth             | Anglia | Division Two   | 16    | 1      |
| 1992/93 | Portsmouth             | Anglia | Division One   | 41    | 4      |
| 1993/94 | Portsmouth             | Anglia | Division One   | 19    | 1      |
| 1993/94 | Brighton & Hove Albion | Anglia | Division Two   | 19    | 1      |
| 1994/95 | Exeter City            | Anglia | Division Three | 33    | 1      |
| 1995/96 | Exeter City            | Anglia | Division Three | 26    | 3      |

## Kariera reprezentacyjna
W latach 1982–1984 Chamberlain rozegrał 4 mecze i strzelił 1 gola w reprezentacji Anglii U-21. W dorosłej reprezentacji zadebiutował 15 grudnia 1982 roku w wygranym 9:0 meczu eliminacji do Euro 1984 z Luksemburgiem i w debiucie zdobył gola. Od 1982 do 1984 roku rozegrał w kadrze narodowej 8 spotkań i strzelił 1 bramkę.
| Mecze i gole w reprezentacji | Mecze i gole w reprezentacji | Mecze i gole w reprezentacji | Mecze i gole w reprezentacji | Mecze i gole w reprezentacji | Mecze i gole w reprezentacji | Mecze i gole w reprezentacji     |
| #                            | Data                         | Stadion                      | Rywal                        | Wynik                        | Gol                          | Rozgrywki                        |
| 1982                         | 1982                         | 1982                         | 1982                         | 1982                         | 1982                         | 1982                             |
| ---------------------------- | ---------------------------- | ---------------------------- | ---------------------------- | ---------------------------- | ---------------------------- | -------------------------------- |
| 1.                           | 15.12.1982                   | Londyn, Anglia               | Luksemburg                   | 9:0                          | 1                            | el. ME 1984                      |
| 1983                         |                              |                              |                              |                              |                              |                                  |
| 2.                           | 21.09.1983                   | Londyn, Anglia               | Dania                        | 0:1                          | 0                            | el. ME 1984                      |
| 1984                         |                              |                              |                              |                              |                              |                                  |
| 3.                           | 26.05.1984                   | Glasgow, Szkocja             | Szkocja                      | 1:1                          | 0                            | Mistrzostwa Brytyjskie 1983/1984 |
| 4.                           | 02.06.1984                   | Londyn, Anglia               | ZSRR                         | 0:2                          | 0                            | towarzyski                       |
| 5.                           | 10.06.1984                   | Rio de Janeiro, Brazylia     | Brazylia                     | 2:0                          | 0                            | towarzyski                       |
| 6.                           | 13.06.1984                   | Montevideo, Urugwaj          | Urugwaj                      | 0:2                          | 0                            | towarzyski                       |
| 7.                           | 17.06.1984                   | Santiago, Chile              | Chile                        | 0:0                          | 0                            | towarzyski                       |
| 8.                           | 17.10.1984                   | Londyn, Anglia               | Finlandia                    | 5:0                          | 0                            | el. MŚ 1986                      |